# Tulunzha
Tulunzha (tiếng Nga: Тулунжа) là một vi quận (microraion) của quận Xô Viết, Ulan-Ude, Buryatia, Nga. Vào năm 2002, dân số của khu vực là 1.359 người.

## Địa lý
Nó nằm ở phía tây Ulan-Ude, và bao gồm một phần của dãy núi Hamar-Daban, cách trung tâm thành phố 9 km. Khu định cư nằm cách sân bay Baikal không xa, chỉ khoảng 3 km về phía đông bắc.